# Tutti in maschera
Tutti in maschera è un'opera (chiamata commedia lirica) di Carlo Pedrotti. Il libretto è di Marco Marcelliano Marcello, tratto dalla commedia del 1759 L'impresario delle Smirne di Carlo Goldoni. Fu presentato in anteprima al Teatro Nuovo di Verona il 4 novembre 1856.

## Storia ed esecuzioni
Tutti in maschera fu la dodicesima delle diciotto opere di Pedrotti e la decima messa in scena (le prime due non furono mai rappresentate). Cinque delle undici precedenti erano opere serie e cinque erano opere semiserie (opere che combinano dramma e commedia). Solo una, Il parrucchiere della reggenza in un atto del 1852, fu designata come opera comica.
Dopo la prima, Tutti in maschera fu visto in Italia al Teatro Regio di Parma nel 1859, al Teatro Comunale di Bologna nel 1860, al Teatro della Canobbiana nel 1861 (con il famoso baritono Antonio Cotogni come Abdalà) e al Teatro Comunale, Catania nel 1871. Fu eseguita anche a Vienna (1865) e in francese come Les masques, al Théâtre de l'Athénée in rue Scribe a Parigi nel 1869. Il suo successo in Italia la vide anche diffondersi in paesi dove cantanti e compagnie italiani dominavano; quindi fu presentata in anteprima a Calcutta nel 1867, in Australia nel 1874 e in Nuova Zelanda nel 1875. Fu popolare in Italia fino alla fine del XIX secolo, quando iniziò a cadere gradualmente in disgrazia e, fino a una recente coproduzione tra teatri a Savona, Piacenza e Rovigo e il Wexford Festival Opera nel 2007-08, fu ascoltata l'ultima volta in Italia nel 1932 o nel 1935.
In Gran Bretagna, la John Lewis Partnership Music Society ha eseguito l'opera, diretta da John Gibbons, al Britten Theatre del Royal College of Music di Londra nel 1991.

## Ruoli
| Ruolo                                     | Registro vocale | Cast della prima, 4 novembre 1856 (Direttore: Carlo Pedrotti). |
| ----------------------------------------- | --------------- | -------------------------------------------------------------- |
| Vittoria, una prima donna                 | soprano         | Laura Ruggero Antonioli                                        |
| Emilio, suo amante                        | tenore          | Giovanni Petrovich                                             |
| Don Gregorio, un insegnante di musica     | basso           | Pietro Mattioli-Alessandrini                                   |
| Dorotea, sua moglie, un'altra prima donna | mezzosoprano    | Adele Ruggero                                                  |
| Martello, un poeta                        | basso           | Luigi Bisi                                                     |
| Abdalà, un ricco mercante di Damasco      | baritono        | Davide Squarcia                                                |
| Lisetta, cameriera di Emilio              | soprano         | Antonietta Scotti                                              |
| attori, cantanti, ballerini mascherati    |                 |                                                                |

## Trama
Luogo: Venezia
Periodo: 1780

### Atto 1
Scena 1: un caffè
Cantanti e attori si lamentano del fallimento dell'ultima produzione operistica di Gregorio la sera prima. Emilio e Vittoria sono attratti l'uno dall'altra e lui le prende il fazzoletto. Arriva Gregorio e viene ridicolizzato, ma porta la notizia di un ricco turco (Abdalà) interessato a portare la compagnia in Oriente e pagarne tutte le spese. Naturalmente, tutti vogliono essere presentati a lui.
Scena 2: casa di Emilio
Dorotea scopre che Emilio, il suo ex amante, non è a casa e cerca le lettere d'amore che gli aveva inviato. Si nasconde quando Vittoria viene ammessa. Quest'ultimo è contento di vedere il fazzoletto che ha preso Emilio, e quando arriva gli dichiarano il loro amore. Gregorio viene ascoltato e anche Vittoria cerca di nascondersi, ma inavvertitamente sceglie il nascondiglio di Dorotea e la scoperta si traduce in un incontro gergale che coinvolge tutti e quattro.

### Atto 2
Scena 1: un'anticamera di un hotel
I membri della troupe attendono con impazienza l'arrivo di Abdalà e, quando appare, sono ansiosi di ingraziarsi il suo favore. Lui è attratto solo da Vittoria, e quando le propone un incontro privato, lei accetta per infastidire Emilio.
Scena 2: suite di Abdalà
Vittoria è preoccupata che l'invito a un ballo in maschera alla Fenice che le ha inviato Abdalà (con istruzioni specificando cosa indossare) possa comprometterla. Lui le assicura che il suo unico desiderio è di ingaggiarla per la sua compagnia di tour. All'improvviso arrivano Dorotea e il resto della troupe e Vittoria accidentalmente perde l'invito, sul quale non compare il suo nome. Gregorio lo trova e sospetta che sia stato inviato a Dorotea. Vittoria promette ad Abdalà che verrà al ballo se lui non dirà nulla sull'invito. La sua risposta è invitare tutti al ballo e promette contratti per tutti.

### Atto 3
Il ballo in maschera alla Fenice
Tutti sono travestiti: Vittoria da fioraia, Dorotea nel costume che Abdalà ha specificato per Vittoria, e sia Gregorio che Emilio sono vestiti da Abdalà. Dopo tanta confusione, tutto si risolve e Abdalà distribuisce i contratti a tutta la troupe, ma Vittoria ed Emilio scelgono di restare a Venezia per cementare il loro rapporto.

## Incisioni
Pedrotti: Tutti in maschera, Orchestra Sinfonica di Sanremo e Della Liguria
- Direttore: Giovanni Di Stefano, Cantanti principali: Massimiliano Viapiano (Baritono), Anna Gemmabella (Mezzosoprano), Domenico Colaianni (Baritono), Yolanda Auyanet (Soprano), David Sotgiu (Tenore), Paolo Bordogna (Baritono), Coro del Teatro dell'Opera Giocosa, Data pubblicazione: 8 gennaio 2009, Etichetta: Bongiovanni, Catalogo n.: BGV 20011, Formato: DVD-Video, Numero dischi: 1, UPC: 675754013264